# 포천 직두리 부부송
포천 직두리 부부송(抱川 稷頭里 夫婦松)은 대한민국 경기도 포천시 군내면에 있는 소나무이다. 2005년 6월 13일 대한민국의 천연기념물 제460호로 지정되었다.

## 개요
포천 직두리 부부송(夫婦松)은 수령이 약 300년으로 추정되고 있다. 이 두 그루의 처진소나무는 나지막한 동산을 뒤로하고 나란히 서서 서로를 안고 있는 듯한 기이한 모습을 하고 있으며, 멀리서 보면 마치 한그루처럼 보인다. 북쪽이나 남쪽에서 바라보는 수형은 수관전체가 산의 경사면을 따라 흘러내린 듯한 매우 아름다운 형상을 하고 있다.
이 소나무는 처진소나무의 일종으로서 원래는 “포천 직두리의 처진소나무”로 명명하기로 하였으나 관리단체인 포천시가 천연기념물 지정을 기념하고 지역주민들의 보호의식을 높이고자 이름을 공모하여 의견을 수렴한 결과, 이 나무가 부부와 같은 정겨운 형상으로 서있기 때문에 부부송(夫婦松)이라 부르는 것이 좋겠다는 의견에 따라 이러한 특이한 이름을 갖게 되었다.
이 나무는 일제시대 때 일본인들이 조선(포천)의 정기를 끊기 위해 영험한 신성을 가진 이 소나무의 가지 10개를 잘라 버렸다는 전설이 전해지고 있으며, 지금도 무속 신앙인들은 기도처로 이용하고 있다.

## 사진

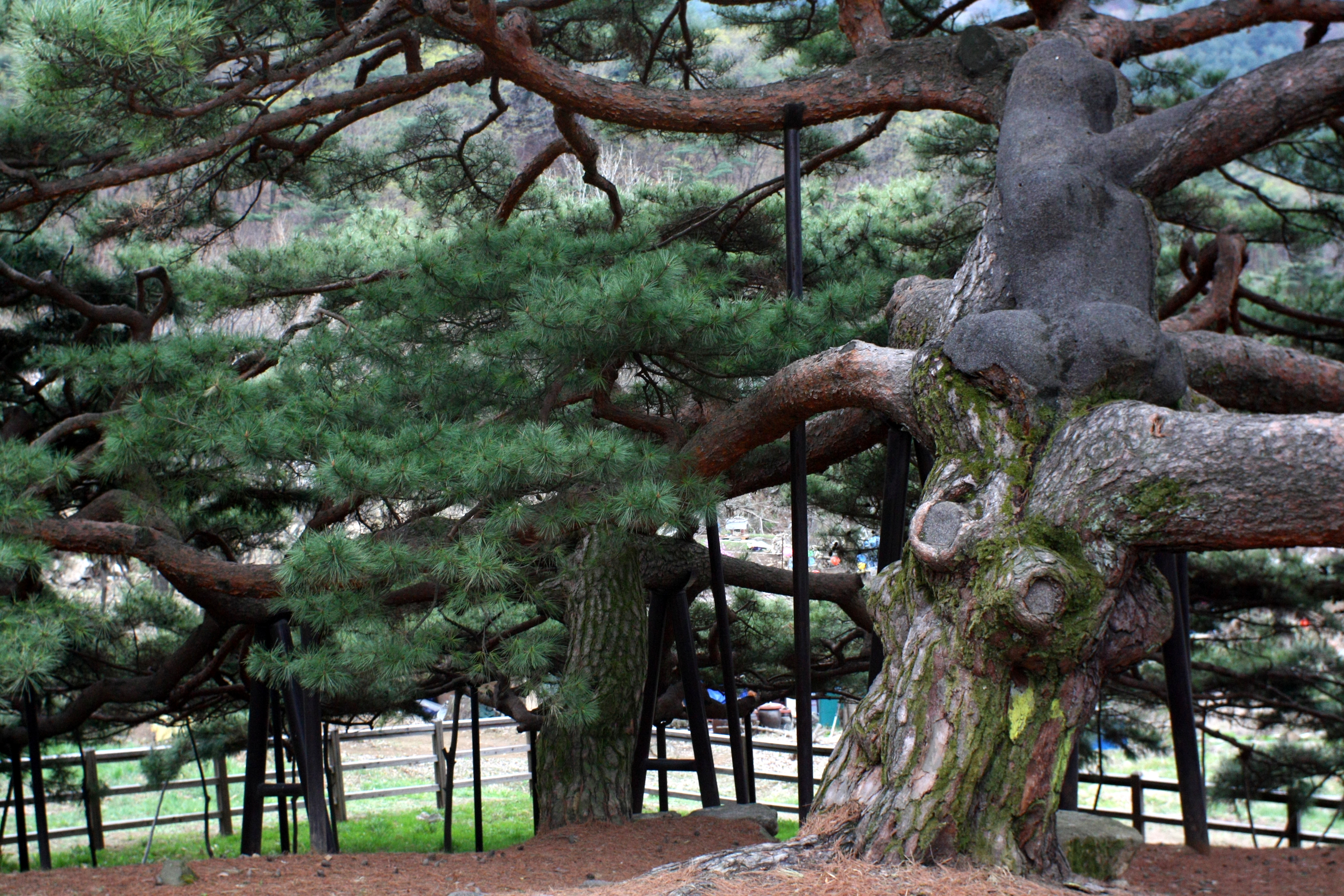
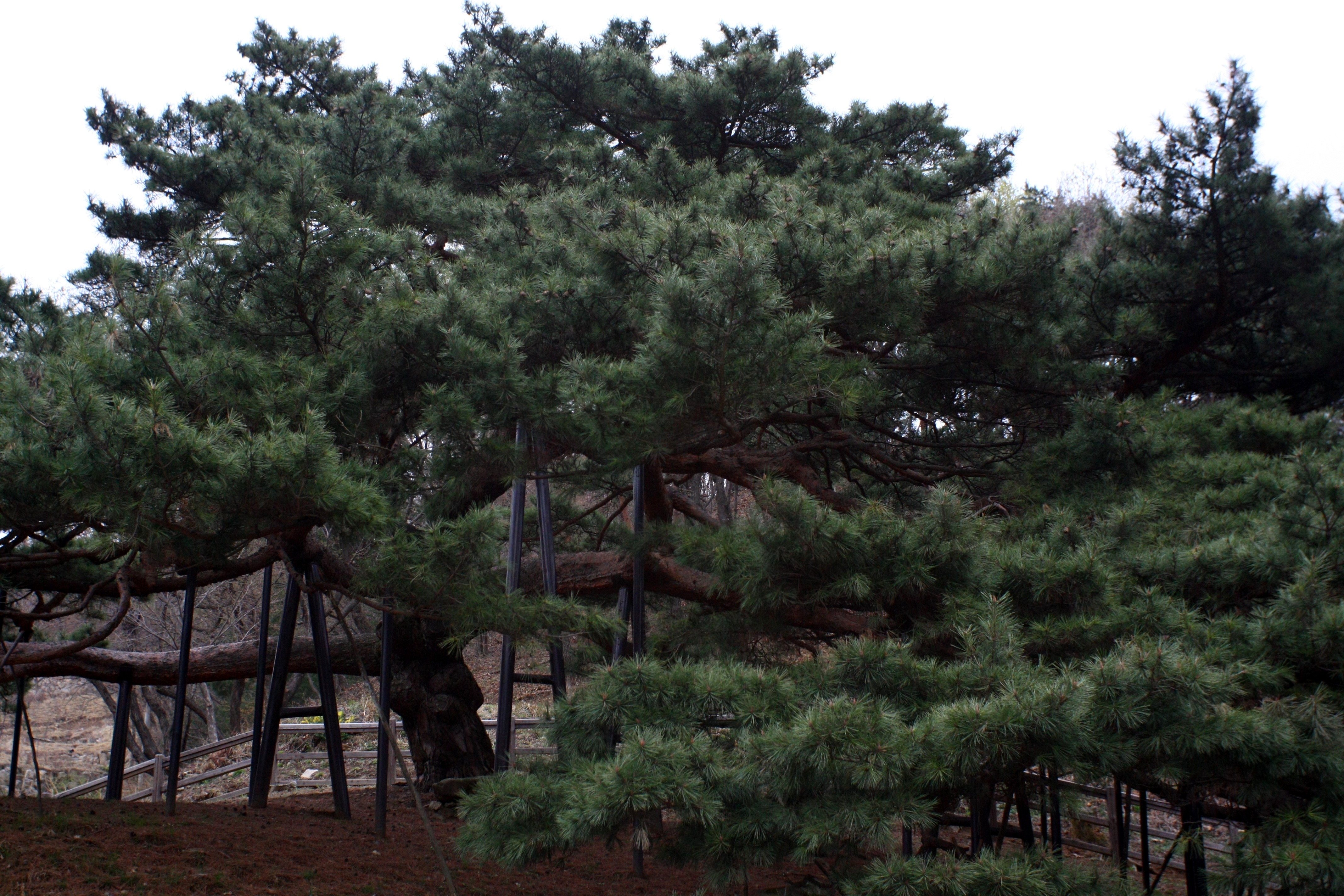
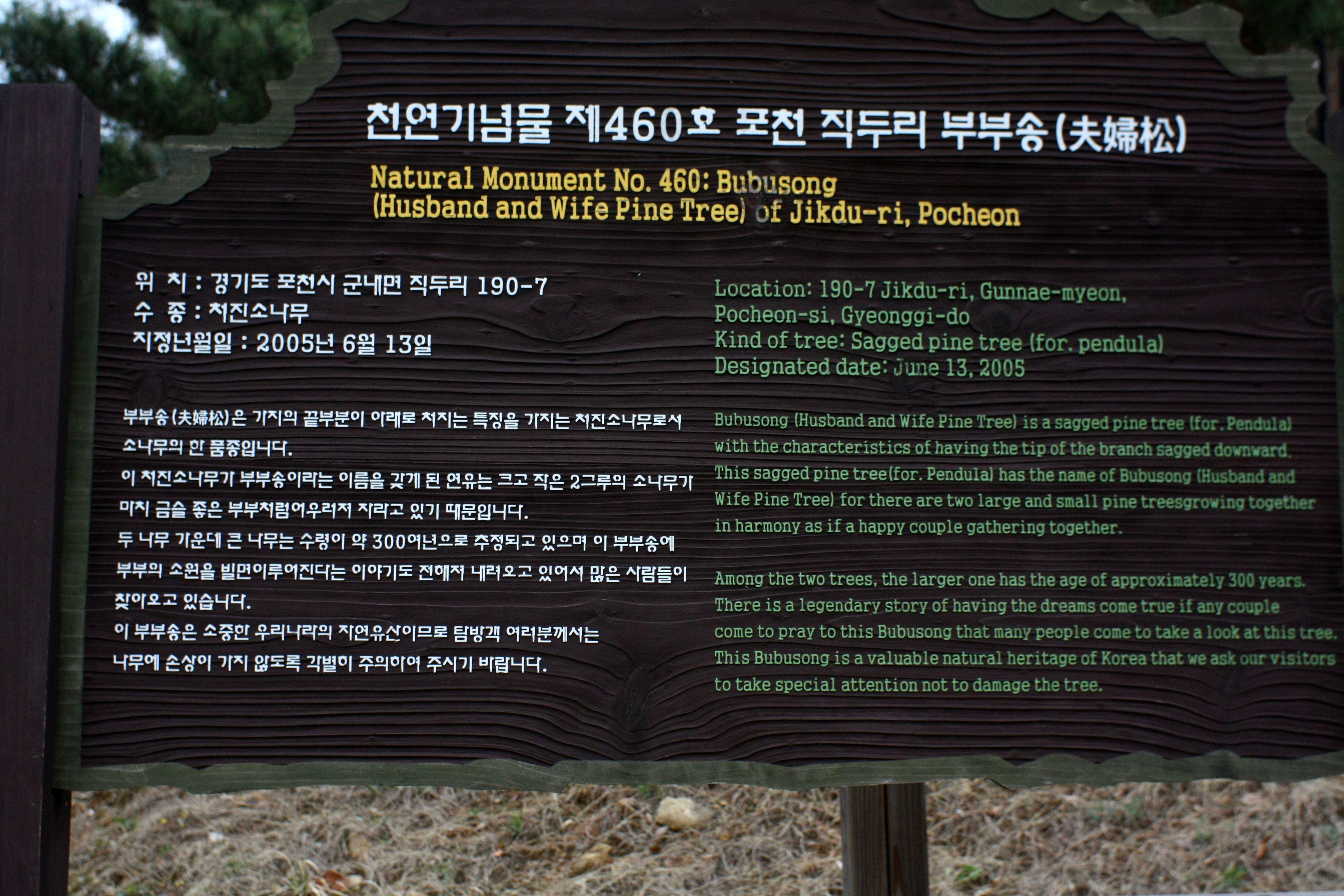

## 같이 보기
- 소나무

## 참고 자료
- 포천 직두리 부부송 - 국가유산청 국가유산포털